# Уде
Уде (груз. უდე) — село в Грузії.
За даними перепису населення 2014 року в селі проживає 2728 осіб.